# Огенблик, Нед
Нед Огенблик — профессор кафедры экономического анализа в бизнес-школе Berkeley Haas. Его основной фокус — поведенческая экономика, то есть исследование влияний психологических эффектов на решения экономических агентов.

## Деятельность и образование[1]
В широком смысле экономика построена на очень полезной структуре рационального принятия решений, позволяющей делать прогнозы о человеческом поведении в будущем. Однако в действительности люди систематически отклоняются от этого эталона рациональности. Понимая и интегрируя эти отклонения в экономические модели, можно создавать более точные прогнозы и политические рекомендации.
Огенблик исследует отклонения от рационального мышления, используя теоретические модели, экспериментальные данные и эмпирическую среду в самых разных вариациях. Его исследования опубликованы в ведущих экономических журналах, а также обсуждаются в таких изданиях, как Financial Times, New York Times и Atlantic. В течение последних восьми лет Огенблик преподает базовый курс стратегии студентам MBA в Беркли. Этот курс сочетает в себе основы теории игр и поведенческой экономики. До преподавания курса стратегии Огенблик преподавал теорию игр и статистику.
Ранее Огенблик изучал экономику и психологию в университете Джорджтауна, получив научную степень бакалавра в 1999 году. Затем он изучал математику в Университетском колледже Дублина. Нед также получил степень доктора экономических наук в Стэнфорде в 2001 году.

## Основные награды[1]
- Стипендия Леонарда У. и Ширли Р., 2009—2010 гг.
- Именная стипендия Джорджа Шульца, 2008—2009 г.
- Премия Centennial TA: ежегодная общеуниверситетская премия в области преподавания, 2009 г.
- Стипендия Джона Олина по программе права и экономики, 2006 г.
- Премия «Выдающийся помощник учителя»: шестикратный победитель, 2004—2009 гг.

## Основные публикации[2][3]
1. Эксперимент о временных предпочтениях и неверных предсказаниях в контексте неприятных задач. Review of Economic Studies, Май 2019[4]
2. Разоблачать или нет: предпочтения в отношении конфиденциальности. Games and Economic Behavior, Июль 2017[5]
3. Экономика веры: использование апокалиптического пророчества для выявления религиозных убеждений. Journal of Public Economics, Сентябрь 2016[6]
4. Позиция в голосованиях, усталость от выбора и поведение избирателей. Review of Economic Studies, Апрель 2016[7]В этой статье исследуется влияние эффекта «усталости от выбора» на принятие решений. В статье используется естественный эксперимент, в котором некоторые избиратели сталкиваются с одним и тем же эффектом из-за различий в количестве вопросов в их бюллетенях. Принятие большего количества решений перед определенным выбором значительно увеличивает тенденцию воздерживаться или полагаться на более быстрые решения, такие как голосование за статус-кво или за кандидата, включенного в первый список. По оценкам авторов, без «усталости от выбора» число воздержавшихся от голосования снизилось бы на 8 %.
5. Заблуждение о невозвратных затратах на скандинавских аукционах. Review of Economic Studies, Январь 2016[8] В этой статье теоретически и эмпирически анализируется поведение на скандинавском аукционе — относительно новом механизме аукционов. Игроки на скандинавских аукционах берут на себя более высокие невозмещаемые расходы по мере продолжения аукциона и выигрывают только в том случае, если все другие игроки прекращают делать ставки. Показывается, что в любом равновесии игроки делают ставки вероятностно так, что ожидаемая прибыль от каждой ставки равна нулю. Затем, используя два больших набора данных, охватывающих 166 000 аукционов, подсчитывается, что средняя прибыльность на самом деле превышает 50 %. Чтобы объяснить это отклонение, ошибка невозвратных затрат была включена в теоретическую модель, создавая набор прогнозов относительно уровня риска и поведения игроков на аукционе.
6. Работа овертайм: неустойчивость во времени в трудоемких задачах. The Quarterly Journal of Economics, Август 2015[9]Экспериментальные тесты неустойчивых временных предпочтений в значительной степени основывались на выборе денежных вознаграждений в различные временные периоды. Однако, исследования с монетарными вознаграждениями содержат часто обсуждаемые ошибки. В этой статье учитываются эти недочеты и исследуется наличие смещения к настоящему в контексте реальных усилий. Данное исследование объединено с сопутствующим исследованием денежного дисконтирования. В исследовании подтверждается неустойчивость временных предпочтений и смещение к настоящему при выборе размера и времени получения денежных средств. Однако, испытуемые проявляют значительно большее смещение к настоящему при дисконтировании затрачиваемых усилий.
7. Использование конкуренции для стимулирования сотрудничества в политической игре общественных благ. Economic Inquiry, Январь 2015[10]